# فراوان
فراوان (بالفارسية: فروان) هي منطقة سكنية تقع في إيران في سمنان. يقدر عدد سكانها بـ 603 نسمة بحسب إحصاء 2016.